# لاسي سفان هانسن
لاسي سفان هانسن (بالدنماركية: Lasse Svan Hansen) مواليد 31 أغسطس 1983، هو لاعب كرة يد دانمركي يلعب كجناح أيمن. يلعب حاليا مع نادي فلنسبورغ هاندفيت لكرة اليد ويحمل الرقم 11. مثل منتخب الدنمارك لكرة اليد. شارك في دورة الألعاب الأولمبية الصيفية سنة 2012.

## سجل المنافسة
شارك في البطولات التالية:
- بطولة العالم لكرة اليد للرجال 2015
- بطولة أوروبا لكرة اليد للرجال 2012
- بطولة أوروبا لكرة اليد للرجال 2014
- بطولة أوروبا لكرة اليد للرجال 2016
- الألعاب الأولمبية الصيفية 2012
- الألعاب الأولمبية الصيفية 2016

## الإنجازات
- دوري أبطال أوروبا لكرة اليد :
  -  ذهبية : دوري أبطال أوروبا لكرة اليد 2013–14
- الدوري الدنماركي لكرة اليد:
  -  ذهبية: 2004، 2007

## روابط خارجية
- لاسي سفان هانسن على موقع الاتحاد الأوروبي لكرة اليد (الإنجليزية)
- لاسي سفان هانسن على موقع الدوري الألماني لكرة اليد (الألمانية)
- لاسي سفان هانسن على موقع أوليمبيديا (الإنجليزية)